# Турко Йосип Михайлович
Йосип Михайлович Турко (21 квітня 1908, село Костянтинівка, тепер місто Донецької області — 27 червня 1994, місто Санкт-Петербург, Російська Федерація) — радянський партійний діяч, 1-й секретар Ярославського обласного комітету ВКП(б). Депутат Верховної Ради СРСР 2-го скликання.

## Біографія
Народився в родині робітника. З 1926 року працював робітником Костянтинівського скляного заводу. Брав активну участь у комсомольській роботі.
У 1929—1934 роках — студент Ленінградського інженерно-економічного інституту.
У 1934 — вересні 1937 року — інженер-економіст, начальник планово-виробничого відділу заводу «Пролетарий» в Ленінграді.
Член ВКП(б) з грудня 1936 року.
У вересні 1937 — квітні 1940 року — директор заводу «Пролетарий» в Ленінграді.
У квітні 1940 — квітні 1941 року — секретар із кадрів, у квітні 1941 — вересні 1944 року — 1-й секретар Красногвардійського районного комітету ВКП(б) міста Ленінграда.
У вересні 1944 — 17 січня 1945 року — 3-й секретар Ленінградського обласного комітету ВКП(б).
17 січня 1945 — 27 серпня 1946 року — 2-й секретар Ленінградського обласного комітету ВКП(б).
26 серпня 1946 — 25 лютого 1949 року — 1-й секретар Ярославського обласного комітету ВКП(б). Одночасно з серпня 1946 до лютого 1949 року — 1-й секретар Ярославського міського комітету ВКП(б).
З лютого до квітня 1949 року — в резерві ЦК ВКП(б).
У квітні — серпні 1949 року — заступник голови виконавчого комітету Владимирської обласної ради депутатів трудящих.
У серпні 1949 року заарештований по «Ленінградській справі» та виключений з членів ВКП(б). 1 жовтня 1950 року засуджений до 15-ти років позбавлення волі, ув'язнення відбував у Владимирській в'язниці. Реабілітований 30 квітня 1954 року, поновлений в членах КПРС 26 травня 1954 року.
У жовтні 1954 — лютому 1956 року — заступник голови виконавчого комітету Кустанайської обласної ради депутатів трудящих Казахської РСР.
З березня 1956 до 1969 року — заступник голови планової комісії виконавчого комітету Ленінградської обласної ради депутатів трудящих.
Потім — персональний пенсіонер у Ленінграді (Санкт-Петербурзі).
Помер 27 червня 1994 року. Похований на Волковському православному цвинтарі Санкт-Петербурга.

## Нагороди
- орден Леніна (21.04.1939)
- орден Вітчизняної війни І ст.
- орден Трудового Червоного Прапора
- медаль «Партизанові Вітчизняної війни» І ст.
- медаль «За оборону Ленінграда»
- медаль «За доблесну працю у Великій Вітчизняній війні 1941—1945 рр.»
- медалі